# Commandant Nerval
Commandant Nerval est une série télévisée française en 4 épisodes de 90 minutes créée par André Martin et réalisée par Henri Helman, Nicolas Ribowski, puis Arnaud Sélignac, et diffusée entre le 23 mai 1996 et le 13 août 1998 sur TF1.

## Synopsis
David Nerval, ancien agent secret, s'est reconverti comme bibliothécaire depuis la mort de sa femme. Ce qui ne l'empêche pas de parfois reprendre du service pour participer à des enquêtes de terrain des plus périlleuses. Il a un fils, Thierry.

## Distribution (partielle)
- Francis Huster : Commandant Nerval (tous les épisodes)

(saison 1)
- Cristiana Réali : Sandra (épisodes 1 & 2)
- Hugues Quester : Mangin ((èp. 1 & 2)
- Alexandre Arbatt : Virgil (èp. 1 & 2)
- Brigitte Buc : Ltnt Cécile …(èp. 1 & 2)
- Pierre-Quentin Faesch : Thierry Nerval (èp. 1 & 2)

- Vittoria Belvedere : Véronique (épisode 1)
- Erick Chabot : Bruno (épisode 1)
- Victor Haïm : Dimitrie, le libraire (ép. 1)
- Solveig Dommartin : Suzy (épisode 2, A qui profite le crime?)
- Marcel Maréchal : Valadol (ép.2)
- Philippe Lelièvre : Pradier (ép.2)
- Vincent Winterhalter : Delvaux (ép.2)
- Malka Ribowska : Mlle Magnan (ép.2)

(saison 2)
- Bernard Verley : Colonel Deleuze (ép. 3 & 4)
- Caroline Baehr : Ltnt Chesnais (ép. 3 & 4)
- Natalia Dontcheva : Agnès (ép. 3 & 4)
- Nicolas Scellier : Thierry Nerval  (ép. 3 & 4)

- Sophie Duez : Betty (épisode 3, Une femme dangereuse, 1998)
- François Berléand : Gabriel Cheminal (ép.3)
- Cyrille Thouvenin : Vincent Cheminal (ép.3)
- Elisabeth Margoni : Le commissaire Rosemonde (ép.3)
- Asil Raïs : Trashy (ép. 3)
- Erick Deshors : Loïc (ép. 3)

- Mathilde Seigner : Nathalie Joste (épisode 4, Frères ennemis, 1998)
- Gamil Ratib : L'émir Al-Sayyid (ép. 4)
- Smaïl Mekki : Chachin (ép. 4)
- Sandrine Caron : Maud (ép. 4)

## épisodes
| Épisode | Titre                  | date de diffusion | Réalisateur      |
| ------- | ---------------------- | ----------------- | ---------------- |
| 1       | Commandant Nerval      | 23/05/1996        | Henri Helman     |
| 2       | A qui profite le crime | 28/11/1996        | Nicolas Ribowski |
| 3       | Une femme dangereuse   | 29/06/1998        | Arnaud Sélignac  |
| 4       | Frères Ennemis         | 13/08/1998        | Arnaud Sélignac  |

Certaines sources mentionnent un épisode en 1999 :

- Opération Arc de Triomphe[6]

## Autour de la série
TF1 décida de retarder la programmation du pilote de la série à la suite de l'attentat au sarin dans le métro de Tokyo le 20 mars 1995. En effet, dans cet épisode, il y a un attentat au gaz dans le métro parisien. Des terroristes provoquent une épidémie de méningite cérébro-spinale virale.
A l'époque du tournage, Cristina Réali et Francis Huster étaient en couple.
Dans les années 90, de nombreuses vedettes du grand écran ont tourné des séries policières, comme Jean-Claude Brialy avec Ferbac,  Gérard Lanvin avec François Kléber ou encore Claude Brasseur avec Franck Keller.

## Edition DVD
La série a été éditée en DVD par LCJ en 2012.